# Tommaso Giacomel
Tommaso Giacomel (Sterzing, 5 april 2000) is een Italiaanse biatleet. Hij vertegenwoordigde zijn vaderland op de Olympische Winterspelen 2022 in Peking.

## Carrière
Bij zijn wereldbekerdebuut, in maart 2020 in Nové Město, scoorde Giacomel directe wereldbekerpunten. Op de wereldkampioenschappen biatlon 2021 in Pokljuka eindigde hij als zeventigste op de 20 kilometer individueel, op de estafette eindigde hij samen met Didier Bionaz, Lukas Hofer en Dominik Windisch op de zesde plaats. In december 2021 behaalde de Italiaan in Östersund zijn eerste toptienklassering in een wereldbekerwedstrijd. Tijdens de Olympische Winterspelen van 2022 in Peking eindigde Giacomel als 61e op de 10 kilometer sprint, samen met Thomas Bormolini, Lukas Hofer en Dominik Windisch eindigde hij als zevende op de estafette.
In Oberhof nam hij deel aan de wereldkampioenschappen biatlon 2023. Op dit toernooi eindigde hij als zeventiende op zowel de 10 kilometer sprint als de 20 kilometer individueel, als 28e op de 15 kilometer massastart en als 43e op de 12,5 kilometer achtervolging. Op de estafette eindigde hij samen met Didier Bionaz, Elia Zeni en Lukas Hofer op de zevende plaats. Samen met Lisa Vittozzi, Dorothea Wierer en Didier Bionaz veroverde hij de zilveren medaille op de gemengde estafette, op de single-mixed-relay legde hij samen met Lisa Vittozzi beslag op de bronzen medaille. 
Aan het einde van het seizoen 2022/2023 behaalde Giacomel een 12e plaats in de eindklassering en een 2e plaats in de U25 stand.

## Resultaten

### Olympische Winterspelen
| Jaar | Plaats | Onderdeel   | Onderdeel | Onderdeel     | Onderdeel  | Onderdeel | Onderdeel          |
| Jaar | Plaats | Individueel | Sprint    | Achtervolging | Massastart | Estafette | Gemengde estafette |
| ---- | ------ | ----------- | --------- | ------------- | ---------- | --------- | ------------------ |
| 2022 | Peking | –           | 61e       | –             | –          | 7e        | –                  |

### Wereldkampioenschappen
| Jaar | Plaats   | Onderdeel   | Onderdeel | Onderdeel     | Onderdeel  | Onderdeel | Onderdeel          | Onderdeel           | Onderdeel |
| Jaar | Plaats   | Individueel | Sprint    | Achtervolging | Massastart | Estafette | Gemengde estafette | Single- Mixed-relay |           |
| ---- | -------- | ----------- | --------- | ------------- | ---------- | --------- | ------------------ | ------------------- | --------- |
| 2021 | Pokljuka | 70e         | –         | –             | –          | 6e        | –                  | –                   |           |
| 2023 | Oberhof  | 17e         | 17e       | 43e           | 28e        | 7e        | Zilver             | Brons               |           |

### Wereldbeker
Eindklasseringen
| Seizoen   | Algemeen | Individueel | Sprint | Achtervolging | Massastart |
| --------- | -------- | ----------- | ------ | ------------- | ---------- |
| 2019/2020 | 78e      | –           | 67e    | 70e           | –          |
| 2020/2021 | 72e      | –           | 80e    | 56e           | –          |
| 2021/2022 | 36e      | –           | 36e    | 34e           | 31e        |
| 2022/2023 | 12e      | 5e          | 15e    | 9e            | 13e        |